# Општина Иратошу (Арад)
Иратошу (рум. Iratoşu) општина је у Румунији у округу Арад.
Oпштина се налази на надморској висини од 99 m.